# Саар (приток Мозеля)
Саар (фр. Sarre, нем. Saar) — река во Франции и Германии, правый приток Мозеля.
По ней названа немецкая земля Саар. Длина 246 км, из них 126 км приходится на Францию, 120 км — на Германию. Площадь бассейна 7431 км². Питание преимущественно дождевое, зимой и весной наблюдаются паводки.
Река берёт начало в горной системе Вогезов, при слиянии двух рек — Белого Саара и Красного Саара. Течёт через Саарский угольный бассейн, Впадает в Мозель выше г. Трир.
Судоходна до города Диллингена. Течение зарегулировано шлюзами. Река соединена Саарским каналом с каналом Марна — Рейн. На Сааре расположены города Саррабль и Саргемин (Франция), а также Саарбрюккен, Фёльклинген, Зарлуи, Диллинген и Мерциг (Германия).